# Hugo Gieseking
Hugo Gieseking (* 17. Juni 1887 in Laar; † 23. Februar 1915 in Frankreich) war ein deutscher Mathematiker, der sich mit topologischen Gruppen beschäftigte. Nach ihm sind die Gieseking-Mannigfaltigkeit und die Gieseking-Konstante benannt.

## Leben
Gieseking wurde als Sohn eines Volksschullehrers in Laar im Kreis Herford geboren. Er besuchte von 1900 bis 1907 das Friedrichs-Gymnasium Herford und schloss dort seine Schulausbildung mit dem Reifezeugnis ab. Im Anschluss studierte er an der Bergakademie Freiberg ein Semester lang klassische Philologie, bevor er sich über sieben Semester an den Universitäten in Münster und Göttingen dem Studium der reinen und angewandten Mathematik sowie der Physik widmete. Nach Abschluss seines Studiums schrieb er auf Anregung von Max Dehn seine Dissertation zum Thema „Analytische Untersuchungen über topologische Gruppen“ bei Wilhelm Killing an der Universität Münster, die er dort 1912 einreichte.
In seiner Dissertation konstruierte er die Gieseking-Mannigfaltigkeit, eine Mannigfaltigkeit, deren Fundamentalgruppe eine isomorphe Kopie der Achtknoten-Gruppe als Untergruppe mit Index zwei enthält. Diese Mannigfaltigkeit erzeugte er durch paarweise Verschmelzung der Seitenflächen eines regelmäßigen idealen Tetraeders im hyperbolischen Raum. (Ein idealer Tetraeder im hyperbolischen Raum ist ein Tetraeder, dessen 4 Ecken auf dem Rand im Unendlichen liegen.) Später stellte sich heraus, dass die Gieseking-Mannigfaltigkeit die eindeutige nichtkompakte hyperbolische 3-Mannigfaltigkeit mit minimalem Volumen ist. Dieses Volumen, das gleichzeitig das maximale Volumen für alle hyperbolischen Tetraeder ist, wird Gieseking-Konstante genannt.
Nach seinem Rigorosum im Mai 1912 und seiner Promotion im November 1912 schloss Gieseking das wissenschaftliche Lehramtsstaatsexamen ab. Ab April 1913 war er Studienreferendar, ab 1914 leistete er dann Kriegsdienst. Er fiel während des Ersten Weltkriegs am 23. Februar 1915 an der Westfront.

## Werke
- Hugo Gieseking: Analytische Untersuchungen über topologische Gruppen. L. Wiegand, Hilchenbach 1912 (umich.edu – Inaugural-Dissertation an der Westfälischen Wilhelms-Universität Münster; Jahrbuch-Rezension).